# Ruino, Silistra
Ruino (în bulgară Руйно, în română Câzâlburun) este un sat în comuna Dulovo, regiunea Silistra, Dobrogea de Sud, Bulgaria. Între anii 1913-1940 a făcut parte din plasa Accadânlar a județului Durostor, România.     

## Demografie
Componența etnică a satului Ruino
     Turci (99,1%)
     Nicio identificare (0,89%)
     Altele (0%)
La recensământul din 2011, populația satului Ruino era de 892 locuitori. Din punct de vedere etnic, majoritatea locuitorilor (99,1%) erau turci. Pentru 0,89% din locuitori nu este cunoscută apartenența etnică.

### Recensământul românesc din 1930
Componența etnică a comunei Câzâlburun (județul Durostor)
     Români (1,63%)
     Turci (98,37%)
Componența confesională a comunei Câzâlburun
     Ortodocși (1,63%)
     Musulmani (98,37%)
Conform recensământului efectuat în 1930, populația comunei Câzâlburun se ridica la 923 locuitori. Majoritatea locuitorilor erau turci (98,37%), cu o minoritate de români (1,63%). Din punct de vedere confesional, majoritatea locuitorilor erau musulmani (98,37%), dar existau și ortodocși (1,63%).